# Драйбур, Дуглас
Ду́глас «Ду́ги» Дра́йбур (англ. Douglas «Dougie» Dryburgh; род. 30 июня 1966, Керколди, Файф) — шотландский, а затем ирландский кёрлингист.
В составе мужской сборной Великобритании выступал на зимних Олимпийских играх 1998, команда Великобритании заняла седьмое место.
Начал играть в кёрлинг в Шотландии, где родился и вырос, выступал за Шотландию на двух чемпионатах Европы, в 2005 переехал в Ирландию, принял ирландское гражданство и с несколькими также бывшими шотландскими кёрлингистами выступал за Ирландию на чемпионатах Европы и мира.

## Достижения
- Чемпионат Европы по кёрлингу: бронза (1997).
- Чемпионат мира по кёрлингу среди юниоров: золото (1987).
- Чемпионат Шотландии по кёрлингу среди юниоров: золото (1987).

- «Команда всех звёзд» (англ. All-Star Team) чемпионата мира среди юниоров: 1987.

## Команды
| Сезон     | Четвёртый      | Третий         | Второй           | Первый        | Запасной                                     | Турниры                              |
| --------- | -------------- | -------------- | ---------------- | ------------- | -------------------------------------------- | ------------------------------------ |
| Шотландия |                |                |                  |               |                                              |                                      |
| 1986—87   | Дуглас Драйбур | Филип Уилсон   | Lindsay Clark    | Billy Andrew  |                                              | ЧШЮ 1987 · ЧМЮ 1987                  |
| 1987—88   | Дуглас Драйбур | Филип Уилсон   | Lindsay Clark    | Billy Andrew  |                                              | ЧЕ 1987 (6 место)                    |
| 1996—97   | Дуглас Драйбур | Питер Уилсон   | Stewart Dryburgh | Ронни Нейпир  |                                              | [ 2 ]                                |
| 1997—98   | Дуглас Драйбур | Питер Уилсон   | Филип Уилсон     | Ронни Нейпир  | Джеймс Драйбур тренер: Алекс Ф. Торранс (ЧЕ) | ЧЕ 1997 · ЗОИ 1998 (7 место)         |
| 2000—01   | Кит Прентис    | Дуглас Драйбур | Питер Уилсон     | Robin Aitken  |                                              | [ 3 ]                                |
| 2001—02   | Дуглас Драйбур | Питер Уилсон   | Филип Уилсон     | Ронни Нейпир  |                                              | [ 4 ]                                |
| 2002—03   | Дуглас Драйбур | ?              | ?                | ?             |                                              | [ 5 ]                                |
| Ирландия  |                |                |                  |               |                                              |                                      |
| 2005—06   | Дуглас Драйбур | Питер Уилсон   | Робин Грей       | Джонджо Кенни | Питер Дж. Д. Уилсон                          | ЧЕ 2005 (7 место) ЧМ 2006 (12 место) |

(скипы выделены полужирным шрифтом)

## Частная жизнь
Родился и вырос в Шотландии. Из семьи кёрлингистов: один из братьев, Джеймс, выступавший вместе с Дугласом на зимних Олимпийских играх 1998, после переехал в Швецию, женившись на шведской кёрлингистке Маргарете Линдаль, принял шведское гражданство и выступал в составе мужской сборной Швеции на чемпионатах Европы и мира, а затем стал там тренером. Другой брат, Стюарт (англ. Stewart Dryburgh), переехал в Швейцарию и выступает в швейцарских командах, а также играл за сборную Швейцарии.